# Rémi Herman
Rémi Herman est un joueur de rink hockey et international français né le 4 octobre 1997. Il est formé à Mérignac avant de quitter le championnat français pour le Portugal en 2018.

## Parcours sportif
Durant toute sa période junior, il est licencié au club de Mérignac. Il découvre les compétitions séniores lors de la saison 2013/2014, en intégrant l'équipe première du club évoluant en Nationale 1. Lors de cette première saison, il marque 27 buts et est le neuvième meilleur buteur de la compétition.
Après diverses sélections en équipe de France jeune, en 2015, il est sélectionné en équipe de France pour participer à la Coupe des Nations puis au championnat du monde de la même année.